# Sofie Rozendaal
Sofie Rozendaal (Rotterdam, 17 januari 1987) is een Nederlandse schrijver en journalist. Ze is bekend om het maken van content rondom persoonlijke en gevoelige thema’s, waarbij openheid centraal staat.

## Carrière

### Muziek
Rozendaal begon op jonge leeftijd met het schrijven van eigen liedjes. Hiermee kreeg ze op haar zeventiende een platencontract bij Funkface Records van de funkband Gotcha!. Haar muziek kenmerkte zich door persoonlijke, Nederlandstalige teksten over onder andere haar eetstoornis anorexia nervosa. Via haar muziek kwam Rozendaal terecht bij het jongerenplatform Spunk, waar ze werd gevraagd om columns te schrijven die ze soms mocht voorlezen op NPO Radio 1.

### Boeken
Rozendaal stapte zodoende over van muziek maken naar meer teksten schrijven op papier. Op 19-jarige kreeg ze een boekcontract bij de kleine non-fictie uitgeverij Klapwijk en Keijsers. Daar verscheen haar eerste boek, Gek van eten, als voeding je leven regeert, waarin ze onverbloemd laat zien wat een eetprobleem met je doet. Dit boek werd gevolgd door Mijn Michael, waarin de fanwereld van Michael Jackson centraal staat. Het boek bevat ook interviews met onder andere Timor Steffens.
Kort daarna schreef ze het non-fictieboek Blonde manen bij uitgeverij De Fontein, over drie aangrijpende periodes uit haar jeugd waarin paarden een betekenisvolle rol speelden.
In 2012 kwam Rozendaals eerste roman uit, Indien plaats beschikbaar, uitgeven door uitgeverij van Gennep. Het gaat over een 21-jarig meisje dat met haar vader, die piloot is, op reis gaat in de hoop hem beter te leren kennen. Het boek dat daarna verscheen, De stilte in bed, is literaire non-fictie en werd uitgebracht door uitgeverij Volt, Singel Uitgeverijen. Centraal staat Rozendaals' zoektocht naar sensualiteit en seksuele vrijheid: naar wat het betekent om als jonge vrouw je grenzen te verkennen. Over het schrijfproces van het boek heeft Rozendaal een online videoserie gemaakt, waarin ze oude beelden deelt waarop sommige hoofdstukken uit het boek zijn gebaseerd.
In januari 2022 is haar zesde boek De ideale vrouw die ik nooit was, uitgekomen.

### Overige activiteiten
Naast het schrijven van boeken, schrijft Sofie als freelancejournalist voor onder andere NRC Handelsblad, Trouw, AD Magazine en uiteenlopende tijdschriften. Haar stukken variëren van artikelen tot interviews, essays en columns. Omdat ze voor haar stukken veel onderzoek doet naar liefde en seksualiteit, wordt ze regelmatig als deskundige gevraagd voor uiteenlopende radio- en tv-programma's. Zo was ze onder andere te gast bij Pauw en Jacobine op 2.
Naast haar schrijfwerkzaamheden maakt Rozendaal ook online video's en vlogs. Sinds 2015 heeft ze een eigen YouTube-kanaal. In de periode 2016 - 2018 maakte ze voor het online platform van tijdschrift Viva drie online series, waarin ze onder andere haar ontbrekende kinderwens onderzocht. Dankzij die series werd ze twee keer genomineerd voor de VIVA400-lijst, over de meest inspirerende vrouwen van het jaar.

## Oeuvre

### Muziek
- 2016 - Single Voor altijd, een nummer dat werd geproduceerd door Pieter Smeenk en waarvan het refrein is ingezongen door Nyjolene Grey. Rozendaal schreef het nummer na een pijnlijke scheiding.[8]